# Бирюков, Пётр Павлович
Пётр Па́влович Бирюко́в (род. 12 июля 1951, Старый Бузец, Михайловский район, Курская область, РСФСР, СССР) — российский государственный деятель. Заместитель мэра Москвы по вопросам жилищно-коммунального хозяйства и благоустройства (2010—2011 и с 2013). Заслуженный строитель Российской Федерации (1995), доктор экономических наук (2000).

## Биография
Родился 12 июля 1951 года в деревне Старый Бузец Михайловского (ныне — Железногорского) района Курской области в семье работников колхоза.
В 1968 году окончил среднюю школу. В 1968—1971 годах проходил службу в Советской Армии.
В 1979 году окончил Курский педагогический институт по специальности «учитель математики». Работал воспитателем интерната при Троицкой восьмилетней школе, учителем, занимался профсоюзной работой.
С 1978 года работал в трестах «Мострансстрой» Минтрансстроя СССР и «Главмосстрой». Начинал в качестве старшего прораба, затем стал начальником отдела треста, заместителем управляющего трестом, главным инженером. Работал управляющим Ремстройтрестом Волгоградского района Москвы, заместителем начальника по строительному производству производственного строительно-монтажного объединения ДСК-4 Главмосстроя, управляющим Ремстройтрестом Тимирязевского района столицы.
В 1986 году окончил факультет промышленного и гражданского строительства Курского политехнического института по специальности «инженер-строитель». В 1986 году в отношении ряда сотрудников Ремстройтреста, включая Петра Бирюкова, было возбуждено уголовное дело по факту хищения стройматериалов по статье 175 Уголовного кодекса РСФСР («Должностной подлог»). Однако он избежал уголовной ответственности согласно статье 10 Уголовного-процессуального кодекса РСФСР («Направление материалов без возбуждения уголовного дела для применения мер общественного воздействия»).
В 1991 году Бирюков стал супрефектом района Выхино Юго-Восточного административного округа Москвы. С 1993 по 1996 год был главой управы Басманного района. В 1996 году был назначен первым заместителем префекта Центрального административного округа, в январе 2000 года — префектом Северного административного округа Москвы. В 2002—2007 годах работал префектом Южного административного округа в ранге министра правительства Москвы.
В 1996 году защитил кандидатскую диссертацию «Организационно-экономический механизм функционирования муниципального района в новых условиях хозяйствования», в 2000 году — докторскую диссертацию «Организация проектного управления развитием и функционированием жилищно-коммунального комплекса города». В 2013 году её проверка РГБ показала, что объём заимствований в ней превышает все допустимые нормы, много текста скопировано из чужих работ.
В 2007 году мэр Москвы Юрий Лужков назначил Бирюкова своим первым заместителем в правительстве Москвы и руководителем комплекса городского хозяйства Москвы. На этой должности Бирюков стал инициатором создания ГБУ Жилищник - централизованной московской компании, управляющей жилищным фондом.
В октябре 2010 года новый мэр Москвы Сергей Собянин назначил Петра Бирюкова заместителем мэра Москвы в Правительстве Москвы по вопросам жилищно-коммунального хозяйства и благоустройства; после состоявшихся выборов в сентябре 2013 года переназначил на ту же должность. Впоследствии он переназначался на ту же должность в сентябре 2018 и в сентябре 2023 годов.
С 2011 года — член совета директоров ОАО «Московская объединённая энергетическая компания» (МОЭК); в июле-ноябре 2013 года возглавлял совет директоров компании. С января 2013 года по 2014 — председатель совета директоров ОАО «Мосводоканал».
Отвечал за программу комплексного благоустройства улиц «Моя улица»[когда?].

## Семья
Супруга — Антонида Александровна, имеет сына и дочь. Дочь Ирина работала в структурах брата Бирюкова; является совладельцем ряда компаний, в том числе ООО «СтройБизнесХолдинг» и банка «Гарант-инвест». Сын Александр работал в ООО «Капитал груп», позднее генеральный директор ООО «Спецстрой XXI», субподрядчик работ при строительстве торговых центров «Европейский» и «Гудзон».
Младший брат — Алексей Павлович Бирюков (род. 10 ноября 1955) — владелец и генеральный директор компании «Универсстройлюкс» и ряда других организаций, занимающихся в Москве строительным бизнесом, ремонтными работами и благоустройством; был проректором по капитальному строительству и инфраструктурному развитию МГУ им. М. В. Ломоносова. Компания «Универсстройлюкс» неоднократно выигрывала крупные городские тендеры, в частности занималась благоустройством музея-заповедника «Царицыно» и восстановлением дворца царя Алексея Михайловича в «Коломенском». Также Бирюков-младший занимается в Москве строительством дорог, жилья, прокладкой инженерных сетей и другими проектами. Дочь Алексея Бирюкова — невестка певицы Надежды Кадышевой.

## Критика
Юрий Лужков, вспоминая в 2013 году деятельность Бирюкова на посту своего заместителя, негативно высказывался о его качествах: «Многое мне самостоятельно приходилось делать за него. Кроме того, имелись и проблемы морально-этического характера».
Депутат Государственной думы, председатель комитета Госдумы по жилищной политике и ЖКХ Галина Хованская в 2013 году полагала, что давно назрела отставка Бирюкова: «к нему действительно накопилось много вопросов. В частности, он наплодил множество фальшивых ТСЖ, которые фактически существуют только на бумаге. На это были истрачены большие средства, а теперь их ликвидируют».
По словам историка архитектуры, члена президиума экспертного совета при главном архитекторе Москвы Алексея Клименко, Бирюков, в бытность префектом Южного административного округа, «не пропускал многие строительные проекты на территорию вверенного ему округа до той поры, пока они не переходили в руки его бесчисленных родственников. А когда командовал строительством Царицына, заявил в интервью окружной газете: „Мы отреставрировали на территории музея-заповедника 62 памятника архитектуры!“ Но по перечню в Царицыне всего 22 памятника архитектуры. Остальное — будки, туалеты, которые одели в псевдоготические „кафтаны“. Но видите ли, в чём дело, — реставрация стоит в несколько раз дороже, чем обычное строительство».
В 2019 году Алексей Навальный выпустил фильм-расследование о семье Бирюкова.
В 2023 году имел непосредственное отношение к созданию мусорного полигона на месте Курьяновского леса, охраняемой территории напротив Коломенского.

## Награды и почётные звания
- Орден «За заслуги перед Отечеством» II степени (16 марта 2023)[21]
- Орден «За заслуги перед Отечеством» III степени (2 июля 2021) — за достигнутые трудовые успехи и многолетнюю добросовестную работу[22]
- Орден Александра Невского (27 декабря 2018 года) — за большой вклад в подготовку и проведение чемпионата мира по футболу FIFA 2018 года[23]
- Орден «За заслуги перед Отечеством» IV степени (12 июля 2006) — за большой вклад в социально-экономическое развитие города и многолетнюю добросовестную работу[24]
- Почётная грамота Совета Министров Республики Беларусь (9 декабря 2004) — за большой личный вклад в укрепление и развитие экономических, научно-технических и культурных связей между Республикой Беларусь и городом Москвой Российской Федерации[25]
- Орден Почёта (19 ноября 2002) — за достигнутые трудовые успехи и многолетнюю добросовестную работу[26]
- Заслуженный строитель Российской Федерации (10 ноября 1995) — за заслуги в области строительства и многолетний добросовестный труд[27]
- Благодарность Президента Российской Федерации
- Почётный строитель города Москвы
- Почётный строитель России
- Почётный работник общего образования Российской Федерации
- Знак «За заслуги в образовании и науке»
- Почётный знак «За активную работу на выборах» I степени
- Почётный знак «За активную работу на выборах» II степени
- Нагрудный знак «За содействие МВД России»
- Орден Святого благоверного князя Даниила Московского
- Медаль «За взаимодействие с ФСБ России»
- Юбилейная медаль «60 лет Победы в Великой Отечественной войне 1941—1945 гг.»
- Медаль «В память 850-летия Москвы»
- Медаль «За заслуги в проведении Всероссийской переписи населения»
- Медаль «100 лет профсоюзам России»
- Лауреат национальной премии имени Петра Великого
- Лауреат национальной премии имени Михаила Ломоносова в области науки, образования и культуры

## Факты
Петру Бирюкову приписывают фразу «Мы не в Европе, мы в жопе», которая стала реакцией на открытие уличного кафе возле его дома на Патриарших прудах.
Дом, в котором живёт Бирюков, принадлежит его бывшему заместителю, префекту Южного округа Москвы Юрию Буланову, арестованному по обвинению в хищении бюджетных средств.